# Метиси
Вижте пояснителната страница за други значения на Метис.
Метиси се наричат потомците на смесени бракове на европейци и американски индианци. Като такива, метиси се срещат в бившите европейски колонии в Северна и Южна Америка. Думата е с френски произход и се използва във франкофонски държави в други краища на света с по-широкото значение на потомък на смесен брак на европеец и представител на местна етническа група.